# Амара, Мурад
Мурад Амара (фр. Mourad Amara; 19 февраля 1959, Алжир) — алжирский футболист, вратарь.

## Биография
В 1980 году Мурад Амара в составе национальной сборной принял участие в летних Олимпийских играх в Москве. На групповом этапе Амара пропустил всего лишь два гола в трёх матчах, что позволило сборной Алжира опередить сборные Испании и Сирии и выйти в плей-офф олимпийского турнира. В четвертьфинале Амара, как и вся сборная, ничего не смог противопоставить Югославии, пропустив от балканцев три мяча.
Дважды Мурад Амара попадал в заявку Алжира для участия в мировых первенствах, но не сыграл на них ни одного матча.

## Достижения
- Победитель Кубка африканских наций 1990 года
- Участник чемпионата мира 1982 года в Испании, попал в заявку сборной на чемпионате мира 1986 года в Мексике